# World Business Garden
Le World Business Garden est un ensemble de gratte-ciel construit à Chiba dans la banlieue de Tokyo de 1989 à 1991.
Il est composé de deux tours jumelles hautes de 158 mètres.
- Marive East (ワールドビジネスガーデン・マリブイースト)
- Marive West (ワールドビジネスガーデンマリブウエスト)

À leur construction en 1991 c'étaient les plus hauts immeubles de Chiba. Elles ont été depuis dépassées par deux autres tours.
Les deux immeubles ont été conçus par les agences d'architecture de la société Kajima Corporation et par l'agence Nihon Sekkei (ja).